# Sam Torr
Samuel Joseph Torr (1849–1923) fue un comediante inglés de music hall que actuó en un estilo conocido como leon comique. Entre sus canciones más populares se incluyen 'To Be Here', 'The Same Old Game', y, quizás la más famosa de todas, 'On the Back of Daddy-O'. En esta última canción, actuaba vestido ingeniosamente como un muñeco dentro de un marco de mimbre, en el que parecía estar sentado. Un artista popular, Torr actuó en los principales locales de music hall por toda Inglaterra, incluida la Wilton's Music Hall en Londres.

## Primeros años
Torr Nació en Albion Street, Nottingham, en 1849. Empezó a cantar en público muy joven bajo la administración de Dick Middleton, del Atheneum, Nottingham. Luego lo tomó bajo su protección John Wood, un destacado cantante y propietario del Golden Ball en Coalpit Lane. A los 17, actuó  por primera vez fuera de Nottingham en Leith, a las afueras de Edimburgo.

## Vida familiar
Torr se casó con la hija de John Wood, Elizabeth, con quien tuvo cuatro hijos: Annie, Clara, Emma y Sam. Clara Torr (1868 - 1934) siguió los pasos de su padre como intérprete de music hall así como una consumada pianista por derecho propio. Después de la muerte de Elizabeth, Torr se casó en segundas nupcias y tuvo cuatro hijos más.

## Sam Torr y Joseph Merrick - "El Hombre Elefante"
Después de una carrera exitosa en las salas de música, Torr se retiró a Leicester, convirtiéndose en el dueño del pub Green Man en 1882. Un año más tarde, se hizo cargo del Gladstone Vaults en Wharf Street, convirtiéndolo en una sala musical - el Gaiety Palace of Varieties. Dirigido a una clientela de alto nivel, abrió el 30 de abril de 1883, pero después de encontrarse con dificultades financieras, cerró tres años más tarde. Fue durante este periodo como promotor de music hall que Joseph Merrick escribió a Torr pidiendo trabajo en la exhibición, para poder huir de la pobreza y los malos tratos en la workhouse. Torr visitó a Merrick y aceptó su petición, persuadiendo a otros tres gerentes (El señor J. Ellis, George Hitchcock y 'Profesor' Sam Roper) para entrar con él en un sindicato y exponer a Merrick inicialmente alrededor del área de Nottingham y Leicester. Fueron Torr y Ellis quienes idearon presentar a Merrick como 'el Hombre Elefante - medio hombre y medio elefante'. Torr pronto se dio cuenta de que Merrick necesitaría trabajar con un promotor basado en Londres si quería capitalizar plenamente su aspecto. Torr contactó con Tom Norman, un showman especializado en exhibir 'rarezas humanas'. Norman contrató a Merrick, a pesar de que en principio le pareció demasiado grotesco como para mostrarlo con éxito, exhibiéndole en su tienda de Londres en 123 Whitechapel Road.

## Vida más tardía
Después del fracaso del 'Gaiety', Torr regresó al music hall, reviviendo exitosamente su carrera con nuevas canciones cómicas así como sus antiguas favoritas. Para 1899, sus actuaciones estaban cada vez más pasadas de moda para el público londinense y Torr se retiró por segunda vez. Regresando a Leicester, en 1904, se lesionó después de caerse del escenario estando borracho durante una actuación de 'On the Back of Daddy-O'. En 1909, Torr se convirtió en el director del Malt Cross en Nottingham. Abierto en 1877, el Malt Cross era un local de music hall bien establecido. Pero cuando Torr llegó, estaba en franco declive. Torr se hizo cargo, regentándolo con la ayuda de su segunda familia y ocasionalmente actuando sobre el pequeño escenario. El Malt Cross finalmente cerró en 1911 y Torr trasladó a su familia a una casa en Shakespeare Street, Nottingham donde vivió hasta su muerte en 1923.